# Andrea Römmele

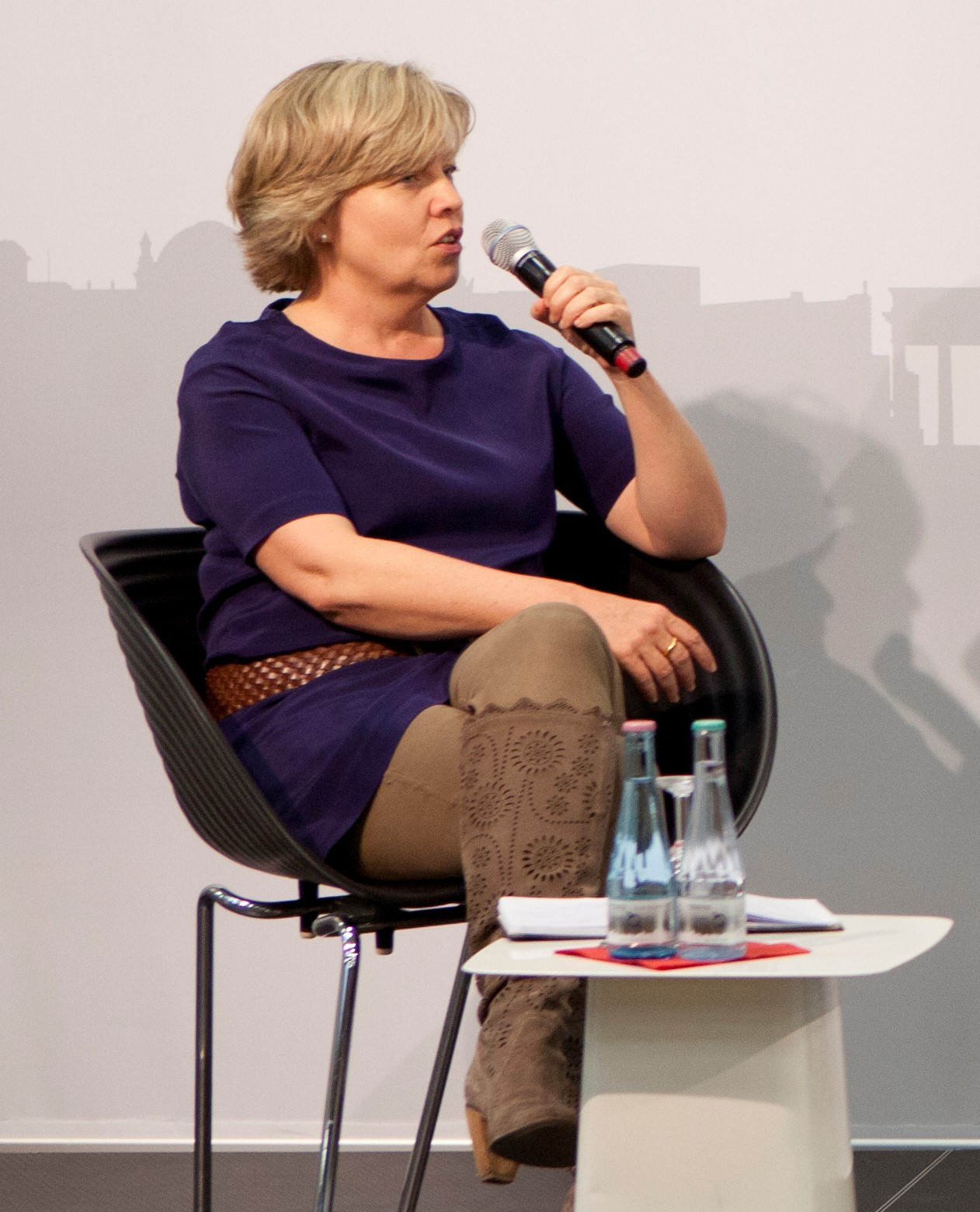
Andrea Römmele (2016)

Andrea Römmele (* 22. März 1967 in Stuttgart) ist eine deutsche Kommunikations- und Politikwissenschaftlerin und Professorin / Vize-Präsidentin an der Hertie School in Berlin.

## Leben
Römmele studierte Politikwissenschaft, Geschichte und Kunstgeschichte an der Universität Heidelberg und der University of California, Berkeley sowie der San Francisco State University. Sie wurde 1994 an der Universität Heidelberg mit der Dissertation Unternehmensspenden in der Parteien- und Wahlkampffinanzierung. Die USA, Kanada, die Bundesrepublik Deutschland und Großbritannien im internationalen Vergleich promoviert und habilitierte sich 2001 mit der Arbeit Direkte Kommunikation zwischen Parteien und Wählern an der FU Berlin.
Nach ihrer langjährigen Tätigkeit am Mannheimer Zentrum für Europäische Sozialforschung (MZES) an der Universität Mannheim folgte sie 2006 einem Ruf an die private Hochschule Bruchsal. Dort leitete sie den Studiengang International Communication Management. Seit 2010 ist sie Professorin an der Hertie School in Berlin.
Sie gehörte zum Wahlkampfteam von Gerhard Schröder und Hillary Clinton. Römmele ist regelmäßig als gefragte Expertin zu Themen der Innen- und Außenpolitik in den Medien vertreten, u. a. bei Maybrit Illner, ARD-Morgenmagazin, The New York Times uvm.
Seit 2021 wird ihre eigene Demokratie-Reihe bei ARD alpha mit dem Namen „Demokratie verstehen“ ausgestrahlt.
In ihrem Buch „Zur Sache“ (Aufbau-Verlag) aus dem Jahr 2019 widmete sie sich dem Thema Streit und Streitkultur als die zentralen Voraussetzungen für Demokratien. Ihr neues Buch „Demokratie neu denken“ ist am 18. September 2024 im Campus-Verlag erschienen.
Im Jahr 2024 war Römmele Thomas-Mann-Fellow in Los Angeles. Hier arbeitete sie zu Megatrends und Demokratie.
Bei den US-Präsidentschaftswahlen 2024 berichtete sie live aus Washington DC für diverse Radio- und Fernsehsender.
Andrea Römmele ist mit dem Mathematiker Christian Hesse verheiratet und hat zwei Kinder.

## Werke
- Demokratie neu denken (Römmele, Andrea) – campus Verlag 2024 (ISBN 978-3-593-51790-2)
- Handbuch Politikberatung, 2. Auflage (Falk, Svenja / Glaab, Manuela / Römmele, Andrea / Schober, Henrik / Thunert, Martin) – Springer Verlag Heidelberg 2019 (ISBN 978-3-658-03482-5)
- Zur Sache! (Römmele, Andrea) – Aufbau-Verlag 2019 (ISBN 978-3-351-03779-6)
- Digital Government (Falk, Svenja / Römmele, Andrea / Silverman, Michael) – Springer Verlag Heidelberg 2018 (ISBN 978-3-319-81747-7)
- The Governance of Large-Scale Projects (Römmele, Andrea / Schober, Henrik) – Nomos Verlag 2013 (ISBN 978-3-8329-7879-2)
- Empowering Citizens (Römmele, Andrea / Banthien, Henning) – Nomos Verlag 2013 (ISBN 978-3-8329-7919-5)